# گراتزیا دلدا
گراتزیا کوزیما دِلِدّا‌(به ایتالیایی: Grazia Cosima Deledda) ‏ (۱۸۷۱–۱۹۳۶) نویسندهٔ ایتالیایی اهل جزیرهٔ ساردینیا بود. وی در سال ۱۹۲۶ برندهٔ جایزه نوبل ادبیات شد.

## زندگی
گراتزیا در ۲۷ سپتامبر ۱۸۷۱ در شهر نیورو در جزیرهٔ ساردینیا در خانواده‌ای از طبقهٔ متوسّط به دنیا آمد. زنان در جامعه عقب‌افتاده‌ای مانند ساردنی قرن نوزدهم وضعیت مناسبی برای تحصیل و فعالیت اجتماعی نداشتند برای همین گراتزیا تا سوم ابتدایی بیشتر درس نخواند. اما از آن‌جا که در خانهٔ عمه‌اش کتاب‌خانهٔ بزرگی وجود داشت او توانست در آنجا و تحت تعلیمات خصوصی معلمی در خانهٔ عمه‌اش معلومات خود را افزایش دهد و ضمن مطالعه آثار ایتالیایی به مطالعه آثار نویسندگان فرانسوی و روس بپردازد. او به آثار گابریله دانونزیو شاعر و نویسندهٔ معاصر هم‌وطن‌اش علاقه ویژه‌ای داشت.
زندگی خانوادگی او در دوران نوجوانی و جوانی روز به روز سخت‌تر می‌شد. پدر در حال ورشکستگی بود و یکی از برادرانش، سانتوس، به مشروب‌خواری افراطی رو آورده بود و دیگری، آندرئا به جرم ضرب سکه تقلبی و جرائم دیگر مدتی در زندان به‌سر برد. با این وجود دلدا شروع به نوشتن کرد و در هفده سالگی اولین داستان کوتاه‌اش به نام خون کسی از اهالی ساردنی برای یکی از مجلات رم فرستاد که در آن مجله منتشر شد.
دلدا در آخرین سال‌های قرن نوزدهم، ۱۸۹۶ با انتشار نخستین رمانش، راه خطا به شهرت رسید و در نخستین سال سده ۲۰ (میلادی) در بیست و نه سالگی با پالمیرو مادزانی ازدواج کرد و همراه او به رم رفت و تا پایان عمر در آن شهر زندگی کرد و صاحب دو پسر به نام‌های ساردوس و فرانتز شد.
او خیلی زود به نویسنده‌ای پرکار تبدیل شد و در فاصله سال‌های ۱۹۱۲ تا ۱۹۱۹ تقریباً هر سال یک کتاب منتشر کرد. تا این که در ۱۹۲۶ برنده جایزه نوبل ادبیات شد و تا کنون هیچ زن ایتالیایی دیگری نتوانسته‌است این جایزه را کسب کند.
آخرین کتابی که در زمان حیات‌اش منتشر شد، کلیسای مریم منزوی، داستان زن جوانی است که سرطان دارد. گراتزیا دلدا خود نیز در ۱۵ اوت ۱۹۳۶ بر اثر ابتلا به بیماری سرطان درگذشت. چند ماه پس از مرگ او پسرش ساردوس نیز مرد و سال‌ها بعد پسر دیگرش فرانتز نیز از دنیا رفت. اما به هر حال فرزندان فرانتز نامه‌ها و دست‌نوشته‌های او را حفظ کردند و هم‌اکنون نسخه‌های دست‌نویس آثار او در موزه شهر نوئورو نگهداری می‌شود و آثار او در کتاب‌خانهٔ ملی رم موجود است.

## مهم‌ترین آثار
- گنج
- عدالت
- پس از طلاق
- الیاس پورتولو
- خاکستر
- پیچک
- در صحرا
- نی‌زار در باد
- چشم‌های سیمونه
- راه خطا
- حریق در باغ زیتون
- مادر (در ایران وسوسه)
- راز مرد گوشه‌گیر
- رقص گردنبند
- سرزمین باد
- مریم منزوی

پس از مرگ
- کوزیما (۱۹۳۷)

## دلدا در زبان فارسی
- ۱۳۸۰ - چشم‌های سیمونه. بهمن فرزانه. انتشارات ققنوس
- ۱۳۸۰ - راز مرد گوشه‌گیر. بهمن فرزانه. انتشارات ققنوس
- ۱۳۸۰ - وسوسه. بهمن فرزانه. کتاب خورشید.
- ۱۳۸۱ - حریق در باغ زیتون. بهمن فرزانه. انتشارات ققنوس
- ۱۳۸۱ - خاکستر. بهمن فرزانه. انتشارات ققنوس
- ۱۳۸۴ - رقص گردنبند. بهمن فرزانه. کتاب مهناز.
- ۱۳۸۴ - راه خطا. بهمن فرزانه. انتشارات ققنوس.
- ۱۳۸۸ - «برلب پرتگاه». بهمن فرزانه. نشر ثالث.
- گنج. بهمن فرزانه